# Kup maršala Tita 1957./58.
Kup maršala Tita 1957./58., također poznat kao Kup Jugoslavije u nogometu 1957./58., bila je jedanaesta sezona Kupa Jugoslavije u nogometu nakon Drugog svjetskog rata.

U kvalifikacijama koje su provodili republički savezi sudjelovalo je 1594 ekipa; 16 ekipa došlo je do stvarnog kupa (pod upravom FSJ), koji se igrao od 2. veljače, a trebalo je završiti 26. svibnja 1958. Međutim, zbog priprema reprezentacije za Svjetsko prvenstvo, finale je odgođeno za 29. studenoga iste godine, dakle tijekom sezone 1958./59.
Trofej je osvojila Crvena zvezda koja je u finalu savladala mostarski Velež. Crveno-bijelima je to bio četvrti naslov u ovom natjecanju.

## Turnir
Svi prvoligaši izborili su plasman u osminu finala.

U četvrtfinalu u Beogradu sastali su se Crvena zvezda i Dinamo. U regularnom vremenu i nakon dva produžetaka od 15 minuta rezultat je ostao neriješen (1:1). Izvodili su se jedanaesterci. Prvu seriju izvela je Crvena zvezda (tada je prvo jedan, a potom i drugi klub izvodio svih pet kaznenih udaraca). Od pet udaraca njezina prva momčad zabila je samo dva gola. Dijelom zbog lošeg izvođenja jedanaesteraca, a puno više zbog izvrsnih obrana Vladimira Beare, Dinamo je zabio samo jedan pogodak.

Polufinalne utakmice odigrane su tek 9. listopada, u Beogradu i Mostaru. Crvena zvezda je pobijedila Partizan 3:2, a Velež Hajduk 3:0.

Finalna utakmica odigrana je na Dan Republike u Beogradu. Crvena zvezda je po četvrti put osvojila kup, nakon odlične igre u drugom poluvremenu.

Crvena zvezda nije uspjela realizirati svoju nadmoć u prvom poluvremenu, no u drugom poluvremenu je zabila četiri gola.

U ovoj utakmici na najljepši način od publike i nogometne lopte oprostio se Rajko Mitić, legenda našeg poslijeratnog nogometa.

BSK Beograd je tijekom ove sezone promijenio ime u OFK Beograd.

## Sudionici
U kupu je sudjelovalo 1594 ekipa. Glavne ekipe ušle su u 1/16 završnice koju su još uvijek vodili republički savezi.

Hajduk Split eliminirao je Lokomotivu Zagreb (3:1); Dinamo Zagreb eliminirao je Borovo (4:1); Partizan eliminirao je Timok Zaječar (1:0); Crvena zvezda eliminirala je Jedinstvo (7:1). Maksimir je u 1. kolu pobijedio Croatiju 4:1, a u 2. kolu izgubio je 1:3 od Save.
U završnicu natjecanja plasiralo se 12 prvoligaša, 3 kluba iz zonskih natjecanja (u to vrijeme nisu postojale druge lige, već četiri zone) i Maribor, član međupodsavezne lige Varaždin – Maribor – Celje. Šesnaest klubova koji su se borili u osmini finala su:
| rang    | Slovenija            | Hrvatska                                        | Bosna i Hercegovina                   | Srbija            | Srbija                                                      | Srbija | Crna Gora            | Makedonija      |
| rang    | Slovenija            | Hrvatska                                        | Bosna i Hercegovina                   | Vojvodina         | Središnja Srbija                                            | Kosovo | Crna Gora            | Makedonija      |
| ------- | -------------------- | ----------------------------------------------- | ------------------------------------- | ----------------- | ----------------------------------------------------------- | ------ | -------------------- | --------------- |
| 1. rang |                      | - Dinamo Zagreb - Hajduk Split - Split - Zagreb | - Velež Mostar - Željezničar Sarajevo | - Vojvodina       | - OFK Beograd - Crvena zvezda - Partizan - Radnički Beograd |        | - Budućnost Titograd |                 |
| 2. rang |                      |                                                 |                                       | - Radnički Sombor | - OFK Budućnost Smederevo                                   |        |                      | - Pobeda Prilep |
| 3. rang | - Železničar Maribor |                                                 |                                       |                   |                                                             |        |                      |                 |

## Osmina završnice
Utakmice odigrane 2. veljače 1958. godine.
| Domaći sastav           |   | Gostujući sastav          | Rezultat               |
| ----------------------- | - | ------------------------- | ---------------------- |
| NK Zagreb (Zagreb)      | – | OFK Budućnost (Smederevo) | 4:1                    |
| Partizan (Beograd)      | – | Pobeda (Prilep)           | 11:0                   |
| Crvena zvezda (Beograd) | – | Budućnost (Titograd)      | 3:1                    |
| Dinamo (Zagreb)         | – | OFK Beograd (Beograd)     | 2:1                    |
| NK Split (Split)        | – | Železničar (Maribor)      | 4:1                    |
| Velež (Mostar)          | – | Radnički (Beograd)        | 4:3                    |
| Radnički (Sombor)       | – | Hajduk (Split)            | 2:2 (prod.) (5:6 pen.) |
| Željezničar (Sarajevo)  | – | Vojvodina (Novi Sad)      | 1:2                    |

## Četvrtzavršnica
Utakmice odigrane 9. veljače 1958. godine.
| Domaći sastav           |   | Gostujući sastav     | Rezultat               |
| ----------------------- | - | -------------------- | ---------------------- |
| NK Zagreb (Zagreb)      | – | Partizan (Beograd)   | 1:3                    |
| Crvena zvezda (Beograd) | – | Dinamo (Zagreb)      | 1:1 (prod.) (3:2 pen.) |
| NK Split (Split)        | – | Velež (Mostar)       | 1:3                    |
| Hajduk (Split)          | – | Vojvodina (Novi Sad) | 4:2                    |

## Poluzavršnica
Utakmice odigrane 9. listopada 1958. godine.
| Domaći sastav      |   | Gostujući sastav        | Rezultat |
| ------------------ | - | ----------------------- | -------- |
| Partizan (Beograd) | – | Crvena zvezda (Beograd) | 2:3      |
| Velež (Mostar)     | – | Hajduk (Split)          | 3:0      |

## Završnica

### Susret
| 29. studenoga 1958.                     |             |              |                                                                             |
| Crvena zvezda                           | 4:0         | Velež Mostar | Stadion JNA, Beograd Broj gledatelja: 30.000 Sudac: Emil Erlich (Ljubljana) |
| Kostić 61' 71' Borozan 68' Rudinski 73' | (izvještaj) |              | Stadion JNA, Beograd Broj gledatelja: 30.000 Sudac: Emil Erlich (Ljubljana) |

| CRVENA ZVEZDA: |  |                   |        |
|                |  |                   |        |
| G              |  | Vladimir Beara    |        |
|                |  | Vladimir Durković |        |
|                |  | Miljan Zeković    |        |
|                |  | Ranko Borozan     |        |
|                |  | Branko Nešović    |        |
|                |  | Vladica Popović   |        |
|                |  | Nikola Stipić     |        |
|                |  | Rajko Mitić       |        |
|                |  | Ivan Popović      | Izašao |
|                |  | Dušan Maravić     |        |
|                |  | Borivoje Kostić   |        |
| Izmjene:       |  |                   |        |
|                |  | Antun Rudinski    | Ušao   |
| Trener:        |  |                   |        |
| Miša Pavić     |  |                   |        |

| VELEŽ MOSTAR:  |  |                   |  |
|                |  |                   |  |
| G              |  | Zdravko Brkljačić |  |
|                |  | Mensud Dilberović |  |
|                |  | Meho Handžić      |  |
|                |  | Zdravko Rodin     |  |
|                |  | Nikola Benco      |  |
|                |  | Kruno Radiljević  |  |
|                |  | Milan Maksimović  |  |
|                |  | Franjo Džidić     |  |
|                |  | Omer Oručević     |  |
|                |  | Šefik Alajbegović |  |
|                |  | Milorad Lazović   |  |
| Trener:        |  |                   |  |
| Ratomir Čabrić |  |                   |  |

## Poveznice
- Prva savezna liga 1957./58.
- Zonske lige 1957./58.
- 3. ligaški rang 1957./58.

## Vanjske poveznice
- RSSSF
- Jugoslavija - Detalji finala Kupa 1947.-2001
- exyufudbal.in.rs
- lavkup.com